# Ľadonhora
Ľadonhora (999 m n. m.) je druhý nejvyšší vrch v Kysucké vrchovině. Leží v katastru obcí Dolný Vadičov, Horný Vadičov a Lopušné Pažite. Okolí vrcholu a jeho svahy patří od roku 1993 do Přírodní rezervace Ľadonhora.
Vrchol tvoří dominantu okolí a je oblíbeným místem pro pěší turistiku s náročným výstupem. Výstup je možný z osady Kubaščikovci po modré značce.

## Chráněné území
Ľadonhora je přírodní rezervace v oblasti Kysuce. Nachází se v okrese Kysucké Nové Mesto v Žilinském kraji. Území bylo vyhlášeno či novelizováno v roce 1993 na rozloze 285,7400 ha. Ochranné pásmo nebylo stanoveno.